# Laccospadix australasicus
Laccospadix es un género con una única especie de planta  perteneciente a la familia  de las palmeras (Arecaceae): Laccospadix australasicus H.Wendl. & Drude (1875).  

## Distribución y hábitat
Se encuentra en Queensland, Australia en alturas de 800 - 1400 m s. n. m. en el bosque tropical húmedo donde crecen en las montañas y mesetas donde reciben poca luz. 

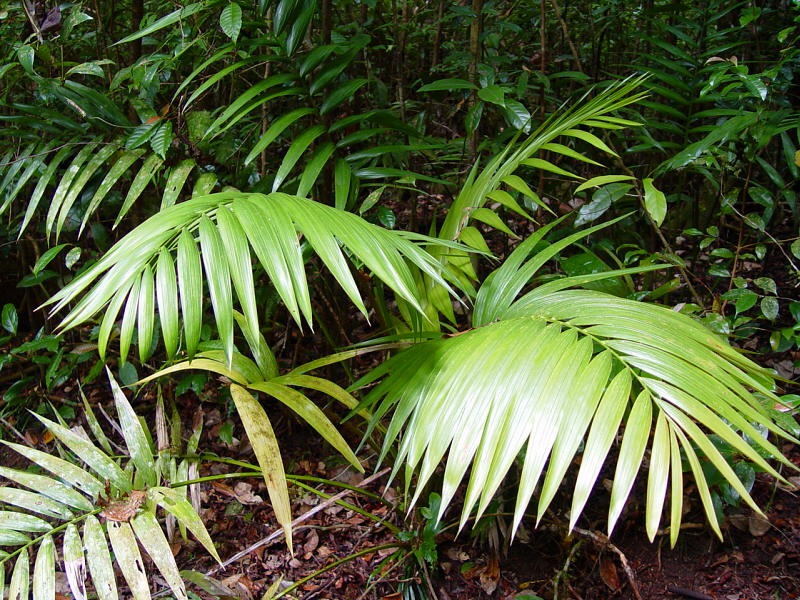
Hojas.

## Descripción
La especie Laccospadix australasica puede encontrarse solitaria o en agrupación, en las primeras sus  troncos alcanzarán alrededor de 10 cm de ancho, mientras cuando están en agrupación, están más cerca de los 5 cm de ancho.  Los troncos pueden ser de color verde oscuro a casi negro en la base,  rodeado por cicatrices de las hojas caídas. Los troncos solitarios llegarán a los 7 m de altura mientras que las variedades agrupadas crecen solo hasta los 3,5 m. Las hojas son pinnadas,  erectas con un ligero arco, tienen 2 m de longitud con un peciolo de 1 m o menos, el pecíolo y el raquis están generalmente cubiertos.  El nuevo follaje es, a menudo, de color rojo a bronce, una característica más común en las plantas solitarias.
La inflorescencia es una larga espiga, no ramificada, que sale en las hojas de la corona, tiene un metro de largo, con flores masculinas y femeninas, ambas con tres sépalos y tres  pétalos. El fruto es ligeramente ovoide, conteniendo una semilla de color rojo brillante, con un epicarpio suave y un fino mesocarpio carnoso.

## Taxonomía
Laccospadix australasica fue descrito por H.Wendl. & Drude y publicado en Linnaea 39: 206. 1875.
Etimología
Laccospadix: nombre genérico que combina dos palabras  griegas: lacco que se traduce por "depósito" y spadix = "inflorescencia", en referencia a la inflorescencia espigada.
australasica: epíteto geográfico que alude a su localización en Australasia.
Sinonimia
- Calyptrocalyx australasicus (H.Wendl. & Drude) Hook.f. in G.Bentham & J.D.Hooker (1883).
- Ptychosperma laccospadix Benth. (1878).
- Calyptrocalyx laccospadix F.M.Bailey (1890).[6]